# Yadkin County
Yadkin County ist ein County im Bundesstaat North Carolina der Vereinigten Staaten. Der Verwaltungssitz (County Seat) ist Yadkinville.

## Geographie
Das County liegt im Nordwesten von North Carolina, ist im Norden etwa 35 km von Virginia entfernt und hat eine Fläche von 874 Quadratkilometern, wovon 5 Quadratkilometer Wasserfläche sind. Es grenzt im Uhrzeigersinn an folgende Countys: Surry County, Forsyth County, Davie County, Iredell County und Wilkes County.
Yadkin County ist in 12 Townships aufgeteilt: Boonville, Deep Creek, East Bend, Forbush, North Buck Shoals, North Fall Creek, North Knobs, North Liberty, South Buck Shoals, South Fall Creek, South Knobs und South Liberty.

## Geschichte
Yadkin County wurde 1850 aus Teilen des Surry County gebildet. Benannt wurde es, ebenso wie die Bezirkshauptstadt Yadkinville, nach dem Yadkin River.

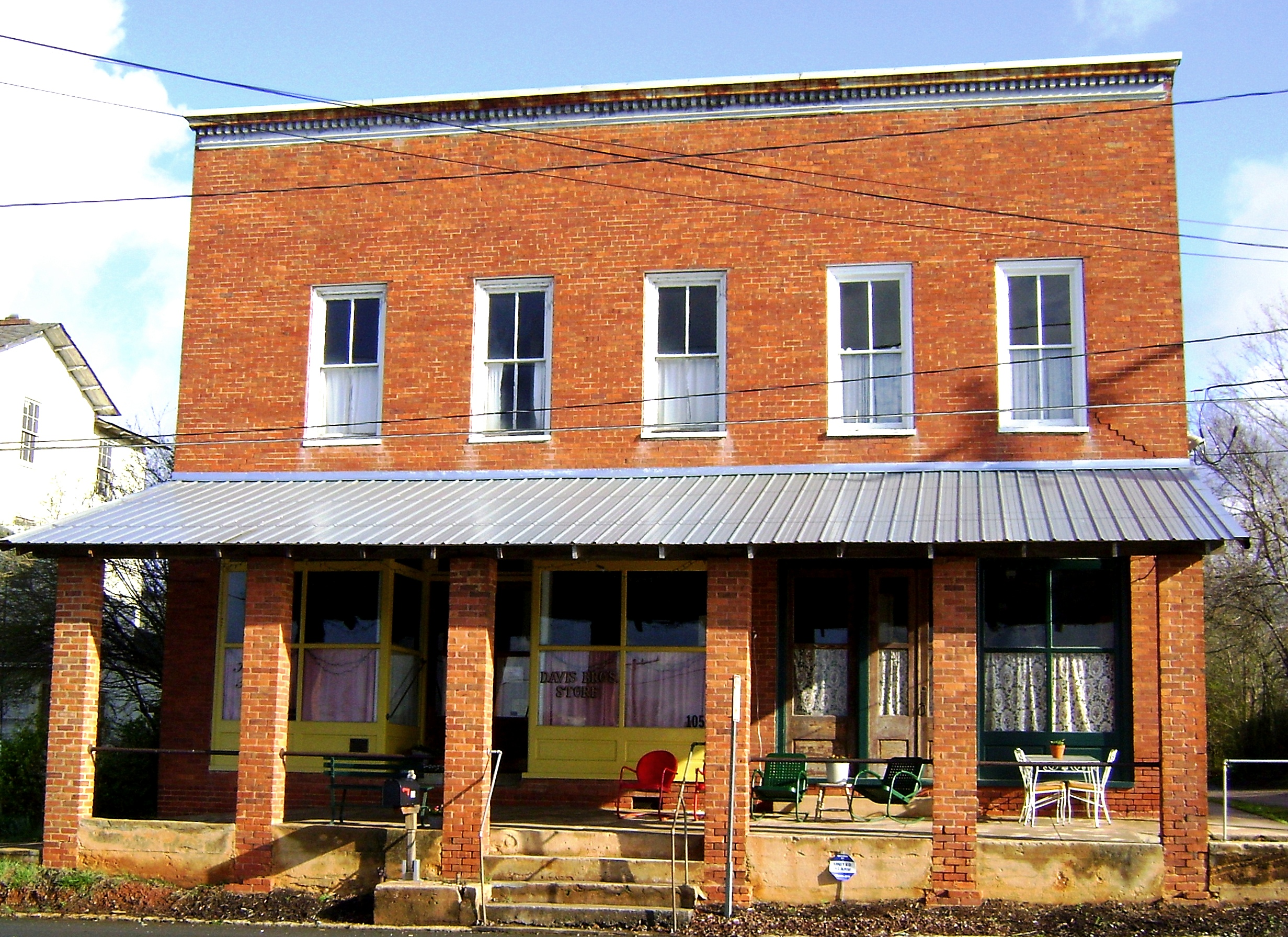
Der Davis Brothers Store (2009) ist einer von acht Einträgen des Countys im National Register of Historic Places.

Acht Bauwerke und Stätten des Countys sind insgesamt im National Register of Historic Places eingetragen (Stand 18. März 2018).

## Demografische Daten
Nach der Volkszählung im Jahr 2000 lebten im Yadkin County 36.348 Menschen in 14.505 Haushalten und 10.588 Familien. Die Bevölkerungsdichte betrug 42 Einwohner pro Quadratkilometer. Ethnisch betrachtet setzte sich die Bevölkerung zusammen aus 92,54 Prozent Weißen, 3,43 Prozent Afroamerikanern, 0,16 Prozent amerikanischen Ureinwohnern, 0,17 Prozent Asiaten, 0,02 Prozent Bewohnern aus dem pazifischen Inselraum und 2,91 Prozent aus anderen ethnischen Gruppen; 0,77 Prozent stammten von zwei oder mehr Ethnien ab. 6,48 Prozent der Bevölkerung waren spanischer oder lateinamerikanischer Abstammung.
Von den 14.505 Haushalten hatten 32,1 Prozent Kinder unter 18 Jahren, die bei ihnen lebten. 60,0 Prozent davon waren verheiratete, zusammenlebende Paare, 9,0 Prozent waren allein erziehende Mütter und 27,0 Prozent waren keine Familien. 24,0 Prozent waren Singlehaushalte und in 10,5 Prozent lebten Menschen mit 65 Jahren oder älter. Die Durchschnittshaushaltsgröße betrug 2,47 und die durchschnittliche Familiengröße war 2,92 Personen.
24,0 Prozent der Bevölkerung waren unter 18 Jahre alt. 7,5 Prozent zwischen 18 und 24 Jahre, 30,2 Prozent zwischen 25 und 44 Jahre, 24,2 Prozent zwischen 45 und 64, und 14,2 Prozent waren 65 Jahre alt oder Älter. Das Durchschnittsalter betrug 38 Jahre. Auf alle weibliche Personen kamen 96,4 männliche Personen. Auf alle Frauen im Alter von 18 Jahren oder darüber kamen 93,6 Männer.
Das jährliche Durchschnittseinkommen eines Haushalts betrug 36.660 $ und das jährliche Durchschnittseinkommen einer Familie betrug 43.758 $. Männer hatten ein durchschnittliches Einkommen von 29.589 $ gegenüber den Frauen mit 22.599 $. Das Prokopfeinkommen betrug 18.576 $. 10,0 Prozent der Bevölkerung und 7,1 Prozent der Familien lebten unterhalb der Armutsgrenze. 10,9 Prozent von ihnen sind Kinder und Jugendliche unter 18 Jahre und 17,4 Prozent sind 65 Jahre oder älter.